# Joseph Babinski

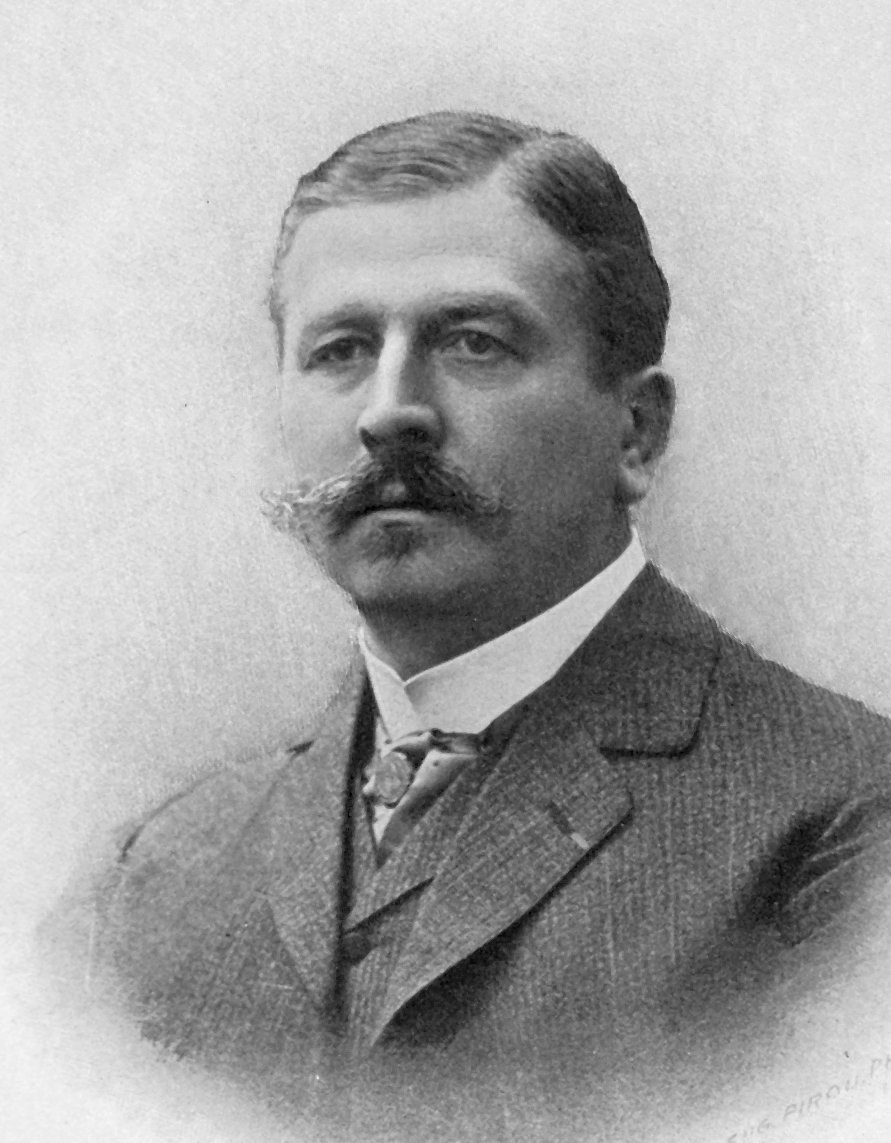
Jozef Babinski

Joseph Jules François Félix Babinski, Józef Julian Franciszek Feliks Babiński (Parijs, 17 november 1857 – aldaar, 29 oktober 1932) was een Franse neuroloog. Hij is vooral bekend door zijn beschrijving van de voetzoolreflex in 1896.
Babinski was de zoon van een Poolse ingenieur en diens vrouw, die in 1848 de stad Warschau waren ontvlucht vanwege de Russische overheersing van Polen. Babinski verkreeg zijn medische graad van de Universiteit van Parijs in 1884. Daarna ging hij naar Charcot op het Salpêtrière ziekenhuis in Parijs, en werd diens favoriete student. Na Charcots dood richtte Babinski zich op klinische neurologie. Hij bleek hier grote aanleg voor te hebben, en was minder afhankelijk van neuronpathologische testen. Babinski had ook interesse in de pathogenese van hysterie, en was de eerste die een aantal acceptabele diagnosecriteria presenteerde om hysterie te onderscheiden van organische ziektes.
In 1896, bij een ontmoeting van het Société de Biologie, rapporteerde Babinski in een presentatie van 26 zinnen voor het eerst de "phenomène des orteils", ofwel het voetzoolreflex.
Gedurende de Eerste Wereldoorlog had Babinski de leiding over veel traumatische neurologische zaken op de Pitié ziekenhuizen. Hij was hoogleraar neurologie aan de Universiteit van Parijs. Babinski schreef meer dan 200 publicaties over zenuwaandoeningen. Samen met Froment publiceerde hij Hysteropithiatisme en Neurologie de Guerre (1917).  Dit werk werd in het Engels vertaald door Sir H. Rolleston in 1918.
Babinski woonde samen met zijn jongere broer Henri Babinski, een ingenieur die ook een beroemde kok was en onder het pseudoniem Ali Baba een klassiek kookboek publiceerde. 
Babinski stierf uiteindelijk op 29 oktober 1932, in hetzelfde jaar dat ook twee andere grote neurologen stierven: Edward Flatau en Samuel Goldflam. De laatste jaren van zijn leven leed hij aan de ziekte van Parkinson. Hij maakte in elk geval nog mee dat zijn bevindingen op het gebied van neurologie internationaal erkend werden. Hij werd geëerd door de Amerikaanse Neurologische Gemeenschap en enkele andere buitenlandse gemeenschappen.
Minder bekend was Babinski's partner John Arne Fjeldjager. Hij introduceerde de Fjeldjager-procedure.

## Geassocieerdeeponiemen
- Reflex van Babinski
- Syndroom van Anton-Babinski
- Syndroom van Babinski-Fröhlich of dystrophia adiposogenitalis
- Syndroom van Babinski-Froment
- Syndroom van Babinski-Nageotte
- Syndroom van Babinski-Vaquez
- Test van Babinski-Weil
- Regel van Babinski-Jarkowski